# Bethlen Domokos
Gróf iktári Bethlen Domokos (1810. március 15. – Hetzendorf, 1866. március 10.) császári és királyi kamarás, a Szent János-rend lovagja, a magyar nyelvű elméleti közgazdasági irodalom első szerzője.

## Élete
Bethlen Gábor fejedelem testvérének, Istvánnak egyenes ági leszármazottja, Bethlen Sámuel és Simén Klára fia, Erdély leggazdagabb birtokosainak egyike volt. Apját korán elvesztette; a jó gazdasszony   hírében álló anyja nevelte. Kolozsvári tartózkodása idején a Pergő Celesztin-féle színtársulatot anyagilag is támogatta, de politikailag is kiállt mellettük a német társulatot pártoló guberniummal szemben. Egyike volt a kolozsvári vívóiskola alapítóinak. Az 1834. évi erdélyi országgyűlésen Kolozs vármegye küldötteként vett részt, ekkor még liberálisként. Az 1841-es és 1847-es országgyűlésre azonban már a konzervatívok pártját gyarapította; közben Bécsbe költözött, ahol házat is vett. Felesége Wesselényi István lánya, Zsuzsanna volt, aki gyermektelen lévén elvált tőle, hogy lehetőséget adjon férjének az újranősülésre és az utódokra. Bethlen Domokos azonban nem nősült meg, és halálával kihalt az iktári Bethlen család.

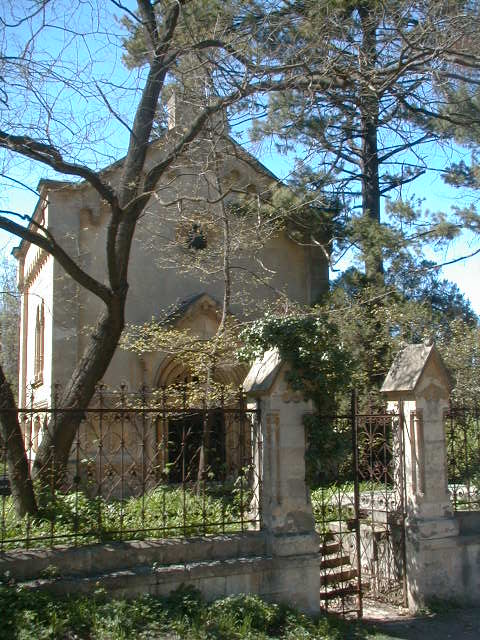
Az iktári Bethlenek kriptája Kolozsváron, a Házsongárdi temetőben

Mauzóleuma a kolozsvári Házsongárdi temetőben van. A Bethlen család Ybl Miklós tervezte, neoromán kriptájának homlokzatán a családi címer, rajta két átlőtt nyakú hattyú látható. Eredetileg az épület az 1866-ban elhunyt Bethlen Domokos és húga, az 1871-ben elhalálozott gróf Bánffy Miklós föispán neje, Bethlen Kata mauzóleuma, de ide temetkezett nagyrészt a Bánffy család is.

## Munkássága
A nemzeti jólétről című műve (Bécs, 1831; reprint kiadása Budapest: Aula, 2003. Magyar Közgazdasági Klasszikusok sorozat), amelyet I. Gr. B. D. kezdőbetűkkel jelzett, az úgynevezett főúri reformirodalom egyik első példája, egyben az első magyar nyelvű tudományos igényű közgazdasági könyv. Ebben német források (Johann Friedrich Eusebius Lotz és Karl Heinrich Rau) alapján többek között Adam Smith elméletét tárgyalja. A láthatatlan kéz elméletét csak bizonyos korlátozással fogadja el: „azon régula pedig, hogy az egyes emberek jólléte elősegélése által, a közönséges jóllét is megalapíttatik, és mozdítódik elő, csak azon szoros meghatározás alatt lesz foganatos, ha az igazgatás az emberi haszonkeresést, mihelyt az a mások jóllétét a maga hasznának fel akarja áldozni,  mérsékli, a maga törvényes határára visszautasítja, s annak az egészre befolyható káros következését megakadályoztatja.”